# Send My Love (to Your New Lover)
Send My Love (to Your New Lover) è un singolo della cantautrice britannica Adele, pubblicato il 13 maggio 2016 come terzo estratto dal terzo album in studio 25.

## Descrizione
Seconda traccia dell'album, si tratta dell'ultimo brano inciso dalla cantante per 25 ed è basato su una demo da lei scritta e composta all'età di 13 anni dopo essere stata ispirata dall'album Frank della cantante Amy Winehouse.

## Video musicale
Il video è stato diretto dal regista statunitense Patrick Daughters e girato a Londra. Una breve anteprima del video è stata pubblicata sul profilo Twitter della cantante il 16 maggio 2016, per poi venire trasmesso nella sua interezza sei giorni più tardi all'annuale Billboard Music Award.
Esso presenta la cantante di fronte a uno sfondo nero, a cui si susseguono in forma caleidoscopica più scatti semi-trasparenti della cantante stessa mentre balla allo stesso tempo. Sono state effettuate dodici riprese per il video che sono state tutte combinate alla fine in un'unica scena; in ognuna di esse la cantante esprime le sue emozioni con un movimento diverso.

## Tracce
1. Send My Love (to Your New Lover) – 3:43 (Adele Adkins, Max Martin, Shellback)

## Classifiche

### Classifiche settimanali
| Classifica (2016-21)      | Posizione massima |
| ------------------------- | ----------------- |
| Australia                 | 13                |
| Austria                   | 14                |
| Belgio (Fiandre)          | 4                 |
| Belgio (Vallonia)         | 3                 |
| Canada                    | 12                |
| Francia                   | 45                |
| Germania                  | 31                |
| Irlanda                   | 7                 |
| Italia                    | 40                |
| Nuova Zelanda             | 4                 |
| Paesi Bassi               | 32                |
| Regno Unito               | 5                 |
| Regno Unito (independent) | 1                 |
| Spagna                    | 45                |
| Stati Uniti               | 10                |
| Sudafrica                 | 90                |
| Svezia                    | 28                |
| Svizzera                  | 18                |

### Classifiche di fine anno
| Classifica (2016) | Posizione |
| ----------------- | --------- |
| Islanda           | 5         |

## Date di pubblicazione
| Paese                 | Data di pubblicazione | Formato           |
| --------------------- | --------------------- | ----------------- |
| Italia                | 13 maggio 2016        | Airplay           |
| Mondo                 | 16 maggio 2016        | Download digitale |
| Stati Uniti d'America | 17 maggio 2016        | Airplay           |